# Mechelen

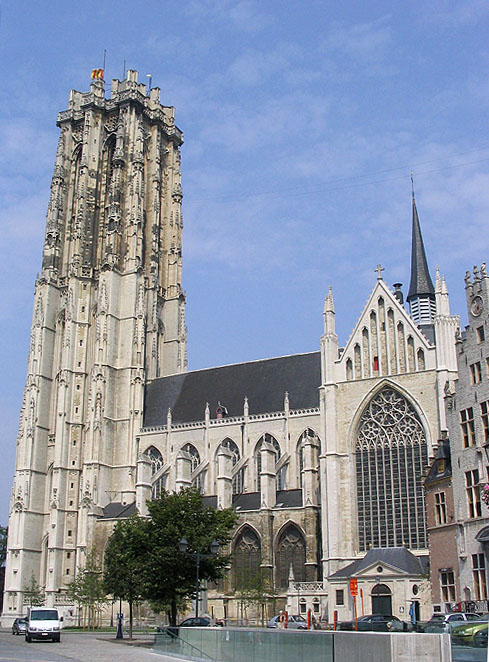
Katedra św. Rumolda (Sint-Rombout)

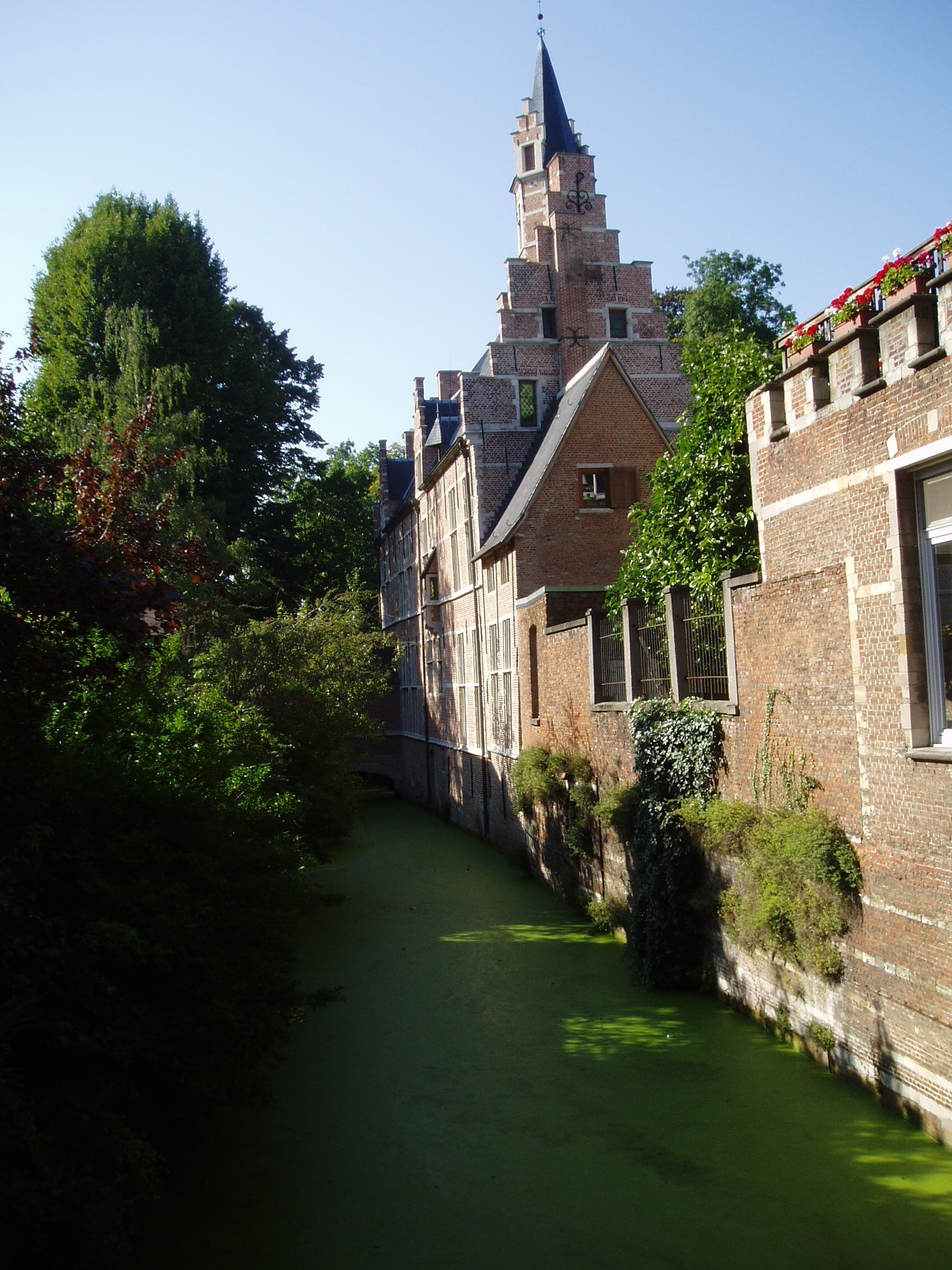
't Groen Waterke

Mechelen (fr. Malines, niem. Mecheln) – miasto w Belgii, w Regionie Flamandzkim, w prowincji Antwerpia, siedziba administracyjna okręgu Mechelen. Leży nad rzeką Dijle.
Mechelen położone jest na terenie zurbanizowanym i osi przemysłowej Bruksela-Antwerpia, około 25 km od każdego z tych miast. Wielu mieszkańców znajduje zatrudnienie w biurach i przemyśle położonym w pobliżu stolicy lub w zakładach przemysłowych w pobliżu portu w Antwerpii.

## Historia
Pierwsze ślady istnienia Mechelen pochodzą z początku naszej ery. W III i IV wieku teren ten był zamieszkiwany przez plemiona germańskie. Kilka wieków później zostały one nawrócone na chrześcijaństwo przez irlandzkiego misjonarza, św. Rumolda, który zbudował tu klasztor.
Antwerpia straciła prawo pierwszej sprzedaży wełny, owsa i soli dla Mechelen w 1303, kiedy Jan II, książę Brabancji nadał mu prawa miejskie.
W XIV wieku miasto dostało się pod panowanie władców Burgundii, co zapoczątkowało jego gwałtowny rozwój. W 1473 Karol Zuchwały przeniósł do miasta kilka podmiotów politycznych i Mechelen było siedzibą Sądu Najwyższego aż do wybuchu rewolucji francuskiej.
Dochodowy handel suknem był źródłem bogactwa i siły miasta podczas późnego średniowiecza i wtedy to miasto stało się stolicą Niderlandów (pierwsza połowa XVI wieku pod rządami Małgorzaty Austriaczki. Później miasto utraciło swoje wpływy na rzecz Brukseli. Od 1559 Mechelen było siedzibą archidiecezji. W 1572 roku podczas wojny osiemdziesięcioletniej Mechelen zostało spustoszone przez Hiszpanów. Miasto zostało odbudowane. W tym czasie rozpoczęła się tradycja wytwarzanie mebli. W 1781 Józef II rozkazał zniszczyć ufortyfikowane mury miasta.
W 1835 zostało połączone z Brukselą pierwszą w Europie linią kolejową, która była zalążkiem belgijskiej kolei. Doprowadziło to do rozwoju przemysłu metalurgicznego.
Mechelen i okolice znane są z uprawy warzyw (takich jak kalafiory czy szparagi) oraz z koronek zwanych Malines.

## Podział administracyjny
W skład gminy wchodzi pięć dzielnic (deelgemeente):
- Heffen
- Hombeek
- Leest
- Muizen
- Walem

## Turystyka
- Kościoły:
  - katedra św. Rumolda (Sint-Rombout), której wieża znajduje się od 1999 na liście światowego dziedzictwa UNESCO
  - kościół św. Jana Ewangelisty (Sint-Jan), znajduje się w nim Pokłon Trzech Króli autorstwa Rubensa
  - kościół Najświętszej Marii Panny (Onze-Lieve-Vrouw-over-de-Dijle) po przeciwnej stronie rzeki Dijle, w którym można zobaczyć obraz Rubensa "Cudowny połów ryb"
  - barokowa bazylika Najświętszej Marii Panny z Hanswijk (Onze-Lieve-Vrouw van Hanswijk) zbudowana przez architekta Lucasa Faydherbe'a, ucznia Rubensa. W bazylice znajdują się także jego rzeźby.
  - barokowy kościół beginek (Begijnhof), pod wezwaniem świętej Aleksandry i Katarzyny (Sint-Alexius en Sint-Catharina)
  - były jezuicki kościół św. Piotra i Pawła (Sint-Pieters-en-Paulus)
- Muzea:
  - Brusselpoort, jedyna zachowana z dwunastu bram miejskich z XIII wieku;
  - Schepenhuis, najstarszy murowany budynek we Flandrii, dawna siedziba Sądu Najwyższego (Grote Raad) z XIII wieku
  - gotycko-renesansowa Hof van Busleyden, gdzie Jeroen van Busleyden przyjmował Erazma z Rotterdamu, Tomasza Morusa i późniejszego papieża Hadriana VI.
- Pałace:
  - Hof van Kamerijk Małgorzaty York, wdowy po Karolu Zuchwałym
  - najstarszy renesansowy budynek na północ od Alp – pałac Hof van Savoye arcyksiężnej Małgorzaty Habsburg, który był przez wieki siedzibą Sądu Najwyższego. Obecnie w budynku urzęduje sąd
  - pałac arcybiskupa archidiecezji mecheleńsko-brukselskiej, który ciągle używany jest zgodnie ze swoim przeznaczeniem

Inne:
- sukiennice
- XIV-wieczne beffroi, które znajduje się na liście światowego dziedzictwa UNESCO
- ratusz na rynku Grote Markt
- mały i duży beginaż (Klein Begijnhof et Groot Begijnhof), które również znajdują się na liście dziedzictwa
- Muzea:
  - Koszary Dossin
  - Technopolis, centrum nauki i technologii
  - Muzeum Zabawek (Speelgoedmuseum)
- Parki i ogrody:
  - ogród zoologiczny ZOO Planckendael w Muizen
  - ogród botaniczny (Kruidtuin), gdzie znajduje się marmurowy posąg sławnego XVI-wiecznego zielarza Remberta Dodoensa
  - park Vrijbroek, w którym mieszczą się ogrody różane i ogrody z daliami
  - park Tivoli
- Inne:
  - azyl św. Truidena i Tongerlo
  - 't Groen Waterke, malownicze resztki kanałów - przede wszystkich kanału Melaan, którego długi odcinek został odkryty w roku 2007
  - kamień milowy (De Mijlpaal), obecnie znajdujący się przed stacją
  - Królewska Szkoła Caryllionistów Jef Denyn (Koninklijke Beiaardschool Jef Denyn)
  - Therawada - miejsce modlitw Wat Dhammapateep (Świątynia Płomienia Prawdy), która istnieje od roku 2005. Znajduje się tu najwyższa figura Buddy w Europie
  - ponad 300 zabytkowych pomników.

## Sport
Mechelen posiada dwa najstarsze kluby piłkarskie w Belgii, założone w 1904: KRC Mechelen i KV Mechelen. Ten ostatni zdobył Puchar Zdobywców Pucharów i Superpuchar Europy w 1988. Liczne lokalne kluby piłkarskie wskazują na popularność tej dyscypliny sportu: SK Rapid Leest, Sporting Mechelen, Leest United, FC Walem, SK Heffen, Zennester Hombeek, KFC Muizen.

## Transport
W mieście znajduje się stacja kolejowa Mechelen.

## Współpraca
Miejscowości partnerskie:
- Arvada, Stany Zjednoczone
- Chengdu, Chiny
- Dijon, Francja
- Helmond, Niderlandy
- Nador, Maroko
- Sucre, Boliwia